# George Richards Minot
George Richards Minot (Boston, 2 dicembre 1885 – 25 febbraio 1950) è stato un medico statunitense.

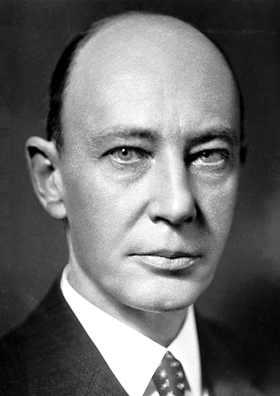
George Minot

Nel 1934 vinse il Premio Nobel per la medicina, per le sue scoperte relative alle terapie epatiche in caso di anemia.
Condivise il Premio con William Parry Murphy e George Hoyt Whipple.
Nel 1904 entrò all'Università di Harvard conseguendo il suo Bachelor of Arts nel 1908 e la laurea in Medicina nel 1912 dalla Harvard Medical School. 

Mentre era ancora studente si interessò all'ematologia affiancando Homer Wright nelle sue ricerche sulla procedura della colorazione per l'esame microscopico del sangue. Mentre era internista presso il Massachusetts General Hospital proseguì le ricerche in questo campo concentrandosi sui pazienti affetti da anemia. Per meglio prepararsi sulla patologia e la fisiologia del sangue, collaborò con William Henry Howell nel suo laboratorio presso la Johns Hopkins Medical School tra il 1913 ed il 1915. Le ricerche di Minot sarebbero successivamente risultate rilevanti per il suo studio di Howell sull'isolamento dell'eparina anticoagulante. Nel 1915 fece ritorno al Massachusetts General Hospital in qualità di assistente medico continuando al fianco del Professor Roger Lee, docente di medicina clinica, i suoi studi sul ruolo delle piastrine nel processo di coagulazione del sangue. Durante queste ricerche Minot si interessò anche allo studio dei vari tipi di anemia, in particolare l'anemia perniciosa.